# Territorio del Suroeste
El Territorio del Suroeste (en inglés Southwest Territory), también conocido como Territorio del Sur del Río Ohio, fue un territorio de los Estados Unidos de América, que existió del 26 de mayo de 1790 hasta el 1 de junio de 1796, cuando fue admitido en los Estados Unidos como el estado de Tennessee. El territorio del Suroeste fue creado por la "Ordenanza suroeste" de las tierras del distrito de Washington que habían sido cedidos al gobierno federal de los Estados Unidos por Carolina del Norte. Su único gobernador fue William Blount.
La creación del Territorio del Suroeste siguió a una serie de esfuerzos por parte de los habitantes trans-Apalaches de Carolina del Norte para formar una entidad política separada, inicialmente con la Asociación Watauga (1772-1776) y más tarde con el fallido Estado de Franklin (1784-1789). Carolina del Norte cedió estas tierras en abril de 1790 como pago de las obligaciones contraídas con el gobierno federal. Los residentes del territorio acogieron con satisfacción la cesión creyendo que el gobierno federal podría proporcionar una mejor protección de las hostilidades indígenas. El gobierno federal prestó relativamente poca atención al territorio, lo cual aumentó el deseo de sus residentes de tener plena condición de Estado.
Junto a William Blount, un número de individuos desempeñaron papeles prominentes en la administración del Territorio del Suroeste. Entre ellos John Sevier, James Robertson, Griffith Rutherford, James Winchester, Archibald Roane, John McNairy, Joseph McMinn y Andrew Jackson.